# Championnats de France d'athlétisme 1933
Navigation
Championnats 1932 Championnats 1934
Les Championnats de France d'athlétisme 1933 ont eu lieu les 24 et 16 juillet 1933 au Stade olympique Yves-du-Manoir de Colombes. Les épreuves féminines se sont déroulées le 23 juillet à Saint-Maur-des-Fossés.

## Palmarès
| Discipline        | Hommes           | Hommes        | Femmes           | Femmes       |
| ----------------- | ---------------- | ------------- | ---------------- | ------------ |
| 80 m              | -                | -             | Lucienne Velu    | 10 s 8       |
| 100 m             | Jacques Texier   | 11 s 2        | -                | -            |
| 200 m             | Robert Paul      | 22 s 2        | Yvonne Mabille   | 28 s 0       |
| 400 m             | Pierre Skawinski | 50 s 2        | -                | -            |
| 800 m             | Jean Keller      | 1 min 58 s 4  | Renée Amaridon   | 2 min 32 s 4 |
| 1 500 m           | Roger Normand    | 4 min 02 s 0  | -                | -            |
| 5 000 m           | Roger Rérolle    | 15 min 17 s 0 | -                | -            |
| 10 000 m          | Roger Rérolle    | 31 min 32 s 0 | -                | -            |
| 80 m haies        | -                | -             | Jacqueline Mulot | 13 s 6       |
| 110 m haies       | Gabriel Sempé    | 15 s 8        | -                | -            |
| 400 m haies       | André Adelheim   | 56 s 0        | -                | -            |
| 3 000 m steeple   | Roger Rérolle    | 9 min 30 s 8  | -                | -            |
| Saut en longueur  | Robert Paul      | 7,22 m        | Jeanine Chartier | 4,81 m       |
| Saut en hauteur   | André Tribet     | 1,85 m        | Jacqueline Mulot | 1,50 m       |
| Saut à la perche  | Robert Vintousky | 3,82 m        | -                | -            |
| Lancer du poids   | Clément Duhour   | 14,78 m       | Lucienne Velu    | 9,75 m       |
| Lancer du disque  | Paul Winter      | 46,87 m       | Lucienne Velu    | 36,51 m      |
| Lancer du marteau | Robert Saint-Pé  | 45,04 m       | -                | -            |
| Lancer du javelot | Emmanuel Degland | 57,20 m       | Yolande Behr     | 32,05 m      |